# Alzira (Stadt)
Alzira (spanisch Alcira) ist eine Stadt in der Provinz Valencia im Osten Spaniens. Die Gemeinde liegt am Fluss Júcar.

## Geschichte
Ungesichert ist, ob die Stadt mit der vom iberischen Stamm der Contestani gegründeten Siedlung Saetabicula gleichzusetzen ist. Alzira wurde als جزيرة شقر / Ǧazīrat Šuqar / ‚Júcar-Insel‘ von Arabern gegründet, im Mittelalter war sie eine blühende maurische Handelsstation. Im Jahre 1242 wurde die Stadt durch Jakob I. (Aragón) (1208–1276) erobert und unter spanische Kontrolle gebracht. In den Jahren 1472, 1590, 1864, 1916, 1982 und 1987 wurde die Stadt Opfer von Überflutungen.

## Wirtschaft
Noch bis ins 20. Jahrhundert war Alzira mit Palmen- und Maulbeerhainen umgeben und in den feuchten Niederungen wurde Reis angebaut. Inzwischen ist die Stadt ein wichtiges Industriezentrum (Papier und Chemie) und die Bevölkerung lebt vor allem auch vom Orangenanbau.

## Sehenswürdigkeiten
Die Altstadt von Alzira wurde 2004 als Conjunto histórico-artístico klassifiziert.
- Kloster de la Murta
- Route der Klöster von Valencia

## Söhne und Töchter der Stadt
- Juan de Vera (1453–1507), Erzbischof von Salerno und Kardinal
- Pedro Martínez (* 1997), Tennisspieler
- Josep Martínez (* 1998), Fußballspieler

## Städtepartnerschaften
- Corbeil-Essonnes in der französischen Region Île-de-France[4]
- Onda in der spanischen Region Valencia[4]